# Maria Lima
Maria Lima (ur. 31 marca 1979 w Bonfim) – portugalska wioślarka.

## Osiągnięcia
- Mistrzostwa Świata – Eton 2006 – dwójka podwójna wagi lekkiej – 16. miejsce[1].
- Mistrzostwa Świata – Monachium 2007 – jedynka wagi lekkiej – 17. miejsce[1].
- Mistrzostwa Europy – Poznań 2007 – dwójka podwójna wagi lekkiej – 7. miejsce[1].
- Mistrzostwa Świata – Linz 2008 – jedynka wagi lekkiej – 20. miejsce[1].